# 小絹村
小絹村（こきぬむら）は、1889年（明治22年）4月1日から1955年（昭和30年）3月1日まで存在した茨城県北相馬郡の村。現在の茨城県つくばみらい市西部に当たる地域。

## 地理
茨城県北相馬郡西部にあった村。鬼怒川と小貝川に挟まれた場所に立地し、南部は常総台地上、北部の一部は低地となっている。鬼怒川左岸では北相馬郡の最北端に位置する（旧北相馬郡の最北端は、鬼怒川右岸に位置した菅生村）。
現在の地名では絹の台、小絹、杉下、筒戸、寺畑、平沼、西ノ台、西ノ台南、細代に相当する。

### 地域
大字新宿、大字杉下、大字筒戸、大字寺畑、大字平沼、大字細代

## 歴史

### 村名の由来
小貝川と絹川（鬼怒川）の間に位置するので、両川の名称を一字ずつ取って小絹村とした。

### 沿革・年表
- 1873年（明治6年）6月15日 - 廃藩置県により、相馬郡が千葉県所属となる。
- 1875年（明治8年）5月7日 - 相馬郡のうち、利根川以北が茨城県に移管。
- 1878年（明治11年）7月22日 - 郡区町村編制法が施行され、相馬郡が2つに分割され、北相馬郡が成立する。
- 1889年（明治22年）4月1日 - 町村制施行に伴い、北相馬郡杉下村、筒戸村、寺畑村、新宿村、平沼村、細代村が合併し、北相馬郡小絹村となる。
- 1895年（明治28年） - 細代字森戸、寺畑字宇田新田を十和村に編入。
- 1913年（大正2年）11月1日 - 常総鉄道（現関東鉄道常総線）が開通し、小絹村大字新宿に小絹駅が設置される。
- 1955年（昭和30年）3月1日 - 筑波郡谷原村・十和村・福岡村と合併し、筑波郡谷和原村となる。

## 地域の変遷

### 市町村域
| 1878年7月21日以前 | 1878年7月22日 - 1889年3月31日 | 1889年4月1日 - 1955年2月28日 | 1955年3月1日 - 2006年5月26日 | 現在           |
| ----------------- | ----------------------------- | ---------------------------- | ---------------------------- | -------------- |
| 相馬郡新宿村      | 北相馬郡新宿村                | 北相馬郡小絹村               | 筑波郡谷和原村               | つくばみらい市 |
| 相馬郡杉下村      | 北相馬郡杉下村                | 北相馬郡小絹村               | 筑波郡谷和原村               | つくばみらい市 |
| 相馬郡筒戸村      | 北相馬郡筒戸村                | 北相馬郡小絹村               | 筑波郡谷和原村               | つくばみらい市 |
| 相馬郡寺畑村      | 北相馬郡寺畑村                | 北相馬郡小絹村               | 筑波郡谷和原村               | つくばみらい市 |
| 相馬郡平沼村      | 北相馬郡平沼村                | 北相馬郡小絹村               | 筑波郡谷和原村               | つくばみらい市 |
| 相馬郡細代村      | 北相馬郡細代村                | 北相馬郡小絹村               | 筑波郡谷和原村               | つくばみらい市 |

## 交通

### 鉄道
- 常総鉄道→常総筑波鉄道
  - 常総線
    - 小絹駅

## 施設
- 小絹村立小絹小学校
- 小絹村立小絹中学校（現在存在するつくばみらい市立小絹中学校とは別物）
- 玉台橋